# Gouvernement Hatoyama
État du Japon
92e cabinet
(Tarō Asō) 94e cabinet
(Naoto Kan)
Le gouvernement Yukio Hatoyama (鳩山 由紀夫 内閣, Hatoyama Yukio Naikaku) est le 93e cabinet (第93代 内閣, dai-kyū-jū-san-dai Naikaku) du Japon, nommé le 16 septembre 2009 par le nouveau Premier ministre Yukio Hatoyama et officiellement investi par l'empereur le jour même. Il s'agit de la première administration formée par le Parti démocrate du Japon, longtemps parti d'opposition, depuis sa création en 1998, à la suite de sa victoire aux élections législatives du 30 août 2009. 
Il est rapidement devenu impopulaire à la suite d'un scandale financier touchant certains des collaborateurs du Premier ministre et l'abandon de certaines promesses de campagne. Après un recul sur le déménagement de la base américaine de Futenma le 28 mai 2010, qui provoque le limogeage de Mizuho Fukushima et le retrait du PSD de la coalition, le Premier ministre annonce sa démission le 2 juin 2010, après huit mois passés au pouvoir et cinq semaines avant les élections à la Chambre des conseillers de juillet 2010. La démission de l'ensemble du gouvernement est présentée le 4 juin et prend effet le 8 juin.

## Composition

### Premier ministre
| fonction         | Personnalité   | Parti | Faction    | Diète        | Circonscription        |
| ---------------- | -------------- | ----- | ---------- | ------------ | ---------------------- |
| Premier ministre | Yukio Hatoyama | PDJ   | (Hatoyama) | Représentant | Hokkaidō (9e district) |

### Ministres d'État

#### Vice-Premier ministre
| fonction | Personnalité | Parti | Faction | Diète        | Circonscription      |
| --- | ------------ | ----- | ------- | ------------ | -------------------- |
| Ministre d'État désigné selon l'article 9 de la loi du Cabinet (Vice-Premier ministre) également ministre d'État chargé de la Stratégie nationale (jusqu'au 06/01/2010) de la politique économique et fiscale et de la politique scientifique et technologique (jusqu'au 07/01/2010) Ministre des Finances (à compter du 07/01/2010) | Naoto Kan    | PDJ   | Kan     | Représentant | Tokyo (18e district) |

#### Ministres, chefs d'un ministère
| fonction | Personnalité                                                             | Parti | Faction                | Diète        | Circonscription                                  |
| --- | ------------------------------------------------------------------------ | ----- | ---------------------- | ------------ | ------------------------------------------------ |
| Ministre des Affaires intérieures et des Communications également ministre d'État à la Promotion de la Souveraineté régionale                                                                                       | Kazuhiro Haraguchi                                                       | PDJ   | Hata                   | Représentant | Saga (1er district)                              |
| Ministre de la Justice | Keiko Chiba                                                              | PDJ   | ex-PSJ                 | Conseillère  | Kanagawa                                         |
| Ministre des Affaires étrangères | Katsuya Okada                                                            | PDJ   | -                      | Représentant | Mie (3e district)                                |
| Ministre des Finances | Hirohisa Fujii (démission 07/01/2010) Naoto Kan (à partir du 07/01/2010) | PDJ   | Ozawa (ex-libéral) Kan | Représentant | Sud Kantō (proportionnelle) Tokyo (18e district) |
| Ministre de l'Éducation, de la Culture, des Sports, des Sciences et de la Technologie également ministre d'État chargé de la politique scientifique et technologique (à partir du 07/01/2010)                       | Tatsuo Kawabata                                                          | PDJ   | ex-PDS                 | Représentant | Shiga (1er district)                             |
| Ministre de la Santé, du Travail et des Affaires sociales également ministre d'État à la Réforme des Retraites | Akira Nagatsuma                                                          | PDJ   | -                      | Représentant | Tokyo (7e district)                              |
| Ministre de l'Agriculture, des Forêts et de la Pêche | Hirotaka Akamatsu                                                        | PDJ   | ex-PSJ                 | Représentant | Aichi (5e district)                              |
| Ministre de l'Économie, du Commerce et de l'Industrie | Masayuki Naoshima                                                        | PDJ   | Hatoyama ex-PDS        | Conseiller   | Proportionnelle nationale                        |
| Ministre du Territoire, des Infrastructures, des Transports et du Tourisme également ministre d'État pour Okinawa et les Territoires du Nord et ministre d'État à la Gestion des catastrophes (jusqu'au 12/01/2010) | Seiji Maehara                                                            | PDJ   | Maehara-Edano          | Représentant | Kyōto (2e district)                              |
| Ministre de l'Environnement | Sakihito Ozawa                                                           | PDJ   | Hatoyama               | Représentant | Yamanashi (1er district)                         |
| Ministre de la Défense | Toshimi Kitazawa                                                         | PDJ   | Hata                   | Conseiller   | Nagano                                           |

#### Chef du secrétariat et du bureau du Cabinet
| fonction | Personnalité    | Parti | Faction  | Diète        | Circonscription      |
| --- | --------------- | ----- | -------- | ------------ | -------------------- |
| Secrétaire général du Cabinet également ministre d'État aux Consommateurs, à la Sécurité alimentaire et à l'Égalité sociale et des sexes (à compter du 28/05/2010) | Hirofumi Hirano | PDJ   | Hatoyama | Représentant | Osaka (11e district) |

#### Ministres d'État ne dirigeant pas un ministère
| fonction | Personnalité                                                                    | Parti   | Faction                   | Diète                    | Circonscription                                |
| --- | ------------------------------------------------------------------------------- | ------- | ------------------------- | ------------------------ | ---------------------------------------------- |
| Ministre d'État, Président de la Commission nationale de sécurité publique Ministre d'État chargé de la Question des Enlèvements Ministre d'État à la Gestion des Catastrophes (à partir du 12/01/2010) | Hiroshi Nakai                                                                   | PDJ     | Ozawa (ex-libéral) ex-PDS | Représentant             | Mie (1er district)                             |
| Ministre d'État pour les Services financiers et la Réforme postale | Shizuka Kamei                                                                   | NPP     | -                         | Représentant             | Hiroshima (6e district)                        |
| Ministre d'État aux Consommateurs, à la Sécurité alimentaire et à l'Égalité sociale et des sexes | Mizuho Fukushima (jusqu'au 28/05/2010) Hirofumi Hirano (à partir du 28/05/2010) | PSD PDJ | - Hatoyama                | Conseillère Représentant | Proportionnelle nationale Osaka (11e district) |
| Ministre d'État à la Revitalisation du gouvernement (jusqu'au 10/02/2010) Ministre d'État à la Réforme de la Fonction publique Ministre d'État à la Stratégie nationale (à partir du 07/01/2010)        | Yoshito Sengoku                                                                 | PDJ     | Maehara-Edano             | Représentant             | Tokushima (1er district)                       |
| Ministre d'État à la Revitalisation du gouvernement (à partir du 10/02/2010) | Yukio Edano                                                                     | PDJ     | Maehara-Edano             | Représentant             | Saitama (5e district)                          |